# Al Garhoud
Al Garhoud (arabe : القرهود) ou simplement Garhoud, est une zone commerciale et résidentielle de Dubaï, aux Émirats arabes unis. Elle est bordée par Port Saeed à l’ouest, Umm Ramool à l’est, l’aéroport de Dubaï au nord et le Dubai Festival City (en) au sud.
Le siège social d'Emirates et de The Emirates Group,, l’Emirates Aviation College et les terminaux 1 et 3 de l’aéroport de Dubaï sont situés à Garhoud. Daallo Airlines y possède également son siège dans la zone franche de l’aéroport.
Le pont d'Al Garhoud est un élément majeur qui traverse la creek de Dubaï et relie les quartiers de Deira, Sharjah et Bur Dubai. Le pont culmine à 16 mètres au-dessus de l’eau.
Les routes autour d’Al Garhoud sont connues pour leurs embouteillages.